# 哈通瓦西山
13°43′07″S 73°31′25″W / 13.71861°S 73.52361°W
哈通瓦西山（Hatun Wasi），是秘魯的山峰，位於該國南部阿普里馬克大區，由聖瑪麗亞德奇克莫區和萬卡賴區負責管轄，屬於安地斯山脈的一部分，海拔高度3,800米。